# دورجلقی
دورجلقی،(به انگلیسی: Teledildonics) یا جلق سایبری، (به انگلیسی: cyberdildonics) به معنی بهره‌گیری از هر نوع فناوری یا دستگاهی برای فرستادن داده‌های لامسه‌ای میان دو فرد به جهت خودارضایی از راه دور است. این عبارت همچنین می‌تواند به ترکیب دورحضوری با آمیزش جنسی که معمولاً از راه اینترنت میسر است، اشاره داشته باشد. در واقع این نوواژه نخستین بار به سال ۱۹۷۵ توسط تئودور هولم نلسون در کتابش به نام آزمایشگاه رایانه، ماشین‌های رؤیایی آورده شد.
این عبارت کمی مبهم است؛ چراکه به‌طور مثال به هیچ‌گونه اسباب‌بازی جنسی قابل هدایت از راه دور که بتواند جانشینی برای سکس انسانی باشد، اشاره نمی‌کند. طرفداران چنین ابزارهایی از دهه ۱۹۸۰ به بعد اظهار کرده‌اند که این فناوری‌ها «بزرگ‌ترین اختراع بعدی» در زمینه سکس مجازی هستند. طبق گزارشی در شیکاگو تریبون به سال ۱۹۹۳، «در آینده، فناوری واقعیت مجازی به بشر این امکان را می‌دهد که با پوشیدن لباس‌های ویژه، سربند و دستکش‌های ویژه، بتواند از راه رایانه‌هایی که به خطوط تلفن متصل هستند از راه دور و در مکان‌های جداگانه از حیث جغرافیایی، با هم‌نوعان خود رابطه جنسی برقرار کند.»
اسباب‌بازی‌های جنسی در بازار هستند که به شریک جنسی فرد اجازه می‌دهند از راه دور با هدایت کردن آن، وی را به اوج لذت جنسی برساند. گاهی این اسباب‌بازی‌ها به همراه فیلم‌هایی ارائه می‌شوند و حرکاتشان با سناریوی فیلم هماهنگ‌پذیر است. چنین ابزارهایی را می‌توان از راه اتصال بلوتوث نیز هدایت کرد. طبق گزارشی به سال ۲۰۰۸، فرد می‌تواند از این ابزارهای دورجلقی در محل کار نیز برای تنها آرام کردن خود بهره ببرد و سکس واقعی را با شریک خود در هنگام عصر یا شب به انجام برساند. فناوری‌های جدید حتی این امکان را به افراد می‌دهند که از راه وب با یکدیگر «ارتباط صمیمانه احساسی» برقرار کنند. هم‌اکنون برخی ارائه‌کنندگان خدمات جنسی آنلاین از فناوری دورجلقی برای کاربران خود بهره می‌گیرند.
یکی از منتقدان کتاب دیوید لوی به نام عشق و سکس با ربات‌ها در روزنامه گاردین به سال ۲۰۰۸ چنین بیان کرد که دورجلقی «یک انقلاب اجتماعی و فناوری است» که در آن ربات‌ها نقش بسیار حیاتی ایفا خواهند کرد «و با انگشتان جادوییشان، نیازهای ما را برآورده خواهند کرد.» لوی معتقد است تا سال ۲۰۵۰، «سکس با ربات‌ها به امری رایج و عادی بدل خواهد شد.»
برخی محصولات مرتبط با دورجلقی و سکس با ربات‌ها در موزه سکس نیویورک به نمایش گذاشته شده‌اند.

## ثبت اختراع
شرکت‌های بی‌شماری که در این زمینه در حال کار هستند یا بوده‌اند، به سبب ثبت اختراع مورد شکایت واقع شده‌اند. از همین روی، ثبت اختراع در زمینه دورجلقی را «احمقانه‌ترین نوع ثبت اختراع» لقب داده‌اند.